# Коклюш
Коклю́ш
(от фр. coqueluche; лат. pertussis) — острая антропонозная воздушно-капельная бактериальная инфекция, наиболее характерным признаком которой является приступообразный спазматический кашель. Опасное инфекционное заболевание дыхательных путей.
В тяжёлых случаях возможен летальный исход. Заболевание является опасным для маленьких детей (особенно в первые 6 месяцев жизни), среди которых часто бывают тяжёлые случаи, нередко заканчивающиеся смертью.
До широкого распространения вакцины в 1950-х годах коклюш был одной из самых распространённых болезней среди детей. При этом вакцинация предотвращает заболевание, но вакцинированные люди могут оказываться носителями бактерии и способны передавать её невакцинированным, в результате чего последние всё ещё находятся под риском возникновения заболевания.

## Возбудитель
Источником коклюша являются бактерии Борде — Жангу (по имени впервые описавших её в 1906 бельгийского учёного Ж. Борде и французского — О. Жангу) (Bordetella pertussis). Врождённый иммунитет, обусловленный материнскими антителами, формируется у младенцев, чьи матери были вакцинированы от коклюша в начале третьего триместра беременности. Контагиозность (вероятность заражения при контакте) составляет 90 %. В 1937 году выделен микроорганизм, сходный с палочкой коклюша, — паракоклюшная палочка. Заболевание, вызываемое этим микроорганизмом, протекает как лёгкая форма коклюша, но иммунитета к коклюшу не оставляет.

## Развитие заболевания
Чаще заболевают дети дошкольного возраста. Инкубационный период длится от 7 до 14 дней. Заражение происходит воздушно-капельным путём при прямом контакте с заражённым человеком. Больной заразен с 1-го до 25-го дня заболевания. Длительность заразного периода может сократиться при своевременном проведении антибактериальной терапии.
Наблюдается носительство бордетеллы пертуссис у взрослых людей. В том числе среди потенциально опасных контактных лиц могут находиться сотрудники детских дошкольных учреждений, поскольку скрытая форма инфекции внешне никак не проявляется. Пациент опасен для окружающих людей на протяжении 30 дней с момента проявления первых симптомов болезни.
Врождённого иммунитета к этому типу инфекции не существует. После перенесённого заболевания образуется стойкий иммунитет. Однократная вакцинация даёт краткосрочный эффект, требуется повторная ревакцинация в определённые календарём прививок сроки. Необходимо понимать, что иммунитет после вакцинации не гарантирует полной защиты. Тем не менее у таких детей заболевание отличается более лёгким и быстрым течением, не провоцируя при этом многочисленных осложнений.
Хотя в большинстве случаев клинически выраженный коклюш наблюдается у детей в возрасте от 1 до 5 лет, острое заболевание и смертельный исход регистрируются, главным образом, среди неиммунных детей очень раннего возраста. Среди детей более старшего возраста, подростков и взрослых коклюш часто не диагностируется из-за его часто нетипичного течения. Впрочем, более старшие возрастные группы являются важным источником инфицирования для восприимчивых детей грудного возраста.
Даже на фоне лечения мучительный кашель продолжается от десяти недель и более. Не существует эффективных методов борьбы с кашлем на фоне коклюша. У детей младше одного года кашель может быть небольшим или вообще отсутствовать, а вместо него происходит остановка дыхания. Взрослые, болеющие коклюшем, кашляют настолько интенсивно, что у 4 % пациентов ломаются рёбра.

## Эпидемиологическая картина
В каждой конкретной местности случаи заражения возникают с периодичностью в два—четыре года. Иммунизация заметно снизила частоту заболевания коклюшем во многих странах. В 1950-х годах, до введения иммунизации, в Англии регистрировалось ежегодно более 100 тысяч случаев. Для сравнения: в 1980 году в Англии был отмечен только 1471 случай.
Циркуляция возбудителя происходит и при очень высоком охвате вакцинацией, при этом у подавляющего большинства инфицированных симптомы не появляются; так, в исследовании, проведённом в 1995—1996 годах в Нидерландах, ежегодное количество инфицированных среди населения старше трёх лет было оценено в 6,6 %, с минимальным носительством среди детей (3,3 %) и максимальным — среди возрастной когорты 20—24 (10,8 %), при этом зарегистрированные заболевания составили только 0,01 %
Приток трудовых мигрантов ухудшил санитарно-гигиеническую обстановку в Российской Федерации, в том числе по заболеваемости коклюшем..

## Иммунитет
Около половины случаев заболевания приходится на детей до 3 лет, для них же болезнь наиболее опасна. После перенесённого заболевания образуется стойкий иммунитет   .
Иммунитет после однократной прививки не стойкий и требует повторной вакцинации. Опубликованное в 2018 году мета-исследование бесклеточной вакцины от коклюша оценивает эффективность начальной серии прививок в 91 % со спадом эффективности в 9,6 % ежегодно, эффективность повторной вакцинации в подростковом возрасте оценивается в 70 % со спадом эффективности в 45,3 % ежегодно; таким образом, законченная на втором году жизни иммунизация обеспечивает достаточно высокий уровень защиты до 4—6 лет, но эффект от ревакцинации в старшем возрасте теряется очень быстро.
Ранняя вакцинация женщин в третьем триместре беременности приводит к эффективному трансплацентарному переносу антител, полученных из вакцин, от матери к младенцу; антитела сохраняются до тех пор, пока ребёнок не сможет начать иммунизацию в возрасте 3 месяцев.
Одной из целей программы вакцинации от коклюша, помимо непосредственного снижения заболеваемости и тяжести протекания болезни, является ограждение от возможного контакта с возбудителем младенцев, непривитых по возрасту.

## Лечение
Госпитализации подлежат: больные с тяжёлыми формами; с угрожающими жизни осложнениями (нарушение мозгового кровообращения и ритма дыхания); со среднетяжёлыми формами с негладким течением, неблагоприятным преморбидным[уточнить] фоном, обострением хронических заболеваний; дети раннего возраста.
По эпидемиологическим показаниям госпитализируют детей из закрытых детских учреждений (независимо от тяжести заболеваний) и семейных очагов.
Режим — щадящий (уменьшение отрицательных психоэмоциональных нагрузок) с обязательными индивидуальными прогулками.
Диета — обогащённая витаминами, соответствующая возрасту. Пациентов с тяжёлыми формами заболевания рекомендуется кормить чаще и меньшими порциями; после рвоты детей докармливают.
Этиотропная терапия — назначение антибиотиков (макролиды, полусинтетические пенициллины, цефалоспорины третьего поколения).

Если кашель сохраняется — то дальнейшее применение антибиотиков нецелесообразно.
Патогенетическая терапия — противосудорожные препараты, успокаивающие средства.
Симптоматическая терапия — отсасывание слизи из верхних дыхательных путей, аэрозольтерапия, физиотерапия, массаж, дыхательная гимнастика.
В периоде реконвалесценции — витаминно-минеральные комплексы.

## Профилактика
В большинстве развитых стран для вакцинации населения от коклюша используются ацеллюлярная (бесклеточная) вакцина и различные её комбинации с другими педиатрическими вакцинами против полиомиелита, гепатита B, гемофильной инфекции.

### В России
В России прививки от коклюша предусмотрены только для дошкольников: на первом году жизни трёхкратно и на втором году жизни однократно.
Профилактика коклюша в стране регулируется санитарными правилами СанПиН 3.3686-21.
В России организовано производство только цельноклеточной АКДС-вакцины, что затрудняет включение в календарь различных комбинаций педиатрических вакцин (например, АаКДС+ИПВ, АаКДС+ИПВ+ГепВ и других), ограничивает применение инактивированной полиомиелитной вакцины в составе комбинированных вакцин, не позволяет внедрить в календарь регулярные бустерные дозы АаКДС-вакцин со сниженным количеством антигена среди школьников и взрослого населения России.
В 2014 году включение в российский календарь прививок 13-валентной пневмококковой конъюгированной и 5-валентной вакцины для профилактики коклюша, дифтерии, столбняка и Hib стало возможным в результате частичной локализации производства современных иммунобиологических препаратов на территории страны.